# محمد البرواني
محمد البرواني (بالإنجليزية: Mohammed Al Barwani)‏ (مواليد 1981 م) رجل أعمال عُماني، ومهندس بترول، ومؤسس شركة محمد البرواني القابضة.